# Gòfer híspid
El gòfer híspid (Orthogeomys hispidus) és una espècie de rosegador de la família dels geòmids. Es pot trobar a Belize, Guatemala, Hondures i Mèxic.